# Eminent

Logo van Eminent

Eminent is een Nederlandse fabrikant van klassieke elektronische orgels voor gebruik in kerken, zalen en huizen. Het bedrijf heeft zijn hoofdkantoor in Lelystad.

## Geschiedenis
In 1923 richt Jacob Vreeken een orgelhandel in Bodegraven op. Uit deze onderneming ontstaat Eminent. In 1961 komt het eerste elektronisch orgel onder de naam Eminent op de markt. Later wordt ook de merknaam Solina gebruikt. Rond 1980 krimpt de markt voor traditionele orgels en in 1982 staat Eminent op de rand van faillissement. Het bedrijf maakte in afgeslankte vorm een doorstart. Dit bedrijf gaat in 1984 ook failliet. Een nieuw bedrijf, Eminent Orgels BV, wordt opgericht om de bestaande voorraad te verkopen. Ook kan men er terecht voor onderhoud en onderdelen van Eminent en Solina orgels. Dit bedrijf heeft succes en gaat zich vanaf 1990 toeleggen op de productie van digitale orgels. Het bedrijf is inmiddels gevestigd in Lelystad.

## Karakteristieke modellen
Een niet volledig overzicht van modellen die Eminent geproduceerd heeft:
- Eminent 60, het eerste orgel met de Eminent merknaam.
- Solina String Ensemble, bekend geworden onder de merknaam ARP.
- Grand Theatre 2500[4].
- Solina F220-27, Theater orgel voor thuisgebruik met 2 volledige klavieren (5 octaven) en 27-tonig pedaal.
- Eminent E310, in de jaren 70 kenmerkend voor het geluid van Jean Michel Jarres albums Oxygène en Équinoxe.

## Techniek
De belangrijkste techniek voor het genereren van geluid die door Eminent wordt gebruikt, is additieve synthese. Het modelleren van de klank wordt gedaan door een professionele orgelintonateur, die het orgel op zijn plaats afwerkt, net als het proces van het regelen en intoneren van een pijporgel.